# Joey McLoughlin
Joey McLoughlin (* 3. Dezember 1964 in Liverpool) ist ein ehemaliger britischer Radrennfahrer.

## Sportliche Laufbahn
1983 gewann er in Luxemburg den Grand Prix François Faber. In der nationalen Meisterschaft wurde er 1984 Dritter im Einzelrennen. 1985 siegte er im Etappenrennen Sealink International mit einem Etappenerfolg. In der Algarve-Rundfahrt holte er 1985 und 1986 Etappensiege. In der Herald Sun Tour gewann er 1986 eine Etappe.
1986 gewann er das Milk Race und einen Tagesabschnitt. 1987 war McLoughlin in der Kellogg’s Tour of Britain mit einem Tageserfolg und im Grand Prix of Leeds siegreich. 1988 wurde er Dritter der Tour of Britain und gewann erneut eine Etappe. In der Tour de Limousin gewann er eine Etappe.
McLoughlin startete für den Verein Liverpool Mercury. Von 1985 bis 1991 war er Berufsfahrer.
1986 wurde er beim Sieg von Steven Rooks Vierter im Amstel Gold Race.